# Laminariales
Laminariales es un orden de grandes algas perteneciente a la clase Phaeophyceae (algas pardas). También se las denomina quelpos. A pesar de su apariencia de grandes plantas marinas, no pertenecen al reino de las plantas y algas verdes (Plantae), sino que se clasifican en el reino Protista. Se conocen alrededor de 30 géneros.
Estas algas crecen en bosques submarinos (bosques de algas) de aguas someras y claras, ricas en nutrientes y temperaturas por debajo de los 20 °C. Estos bosques ofrecen protección a algunas criaturas marinas, y alimentos para otros. Destacan por su alta tasa de crecimiento; el género Macrocystis y la especie Nereocystis luetkeana llegan a crecer medio metro al día, hasta alcanzar de 30 a 80 m.

## Morfología
En la mayoría de las especies el talo consiste en estructuras planas en forma de hoja denominadas láminas, que se originan de estructuras alargadas con forma de tallo denominadas estipes, mientras que los rizoides fijan el alga al sustrato del océano. En la base de las láminas de las especies americanas se forman unas vesículas de gas (neumatocistos) que mantienen a éstas cerca de la superficie, por ejemplo, en Nereocystis lueteana.

## Crecimiento y reproducción

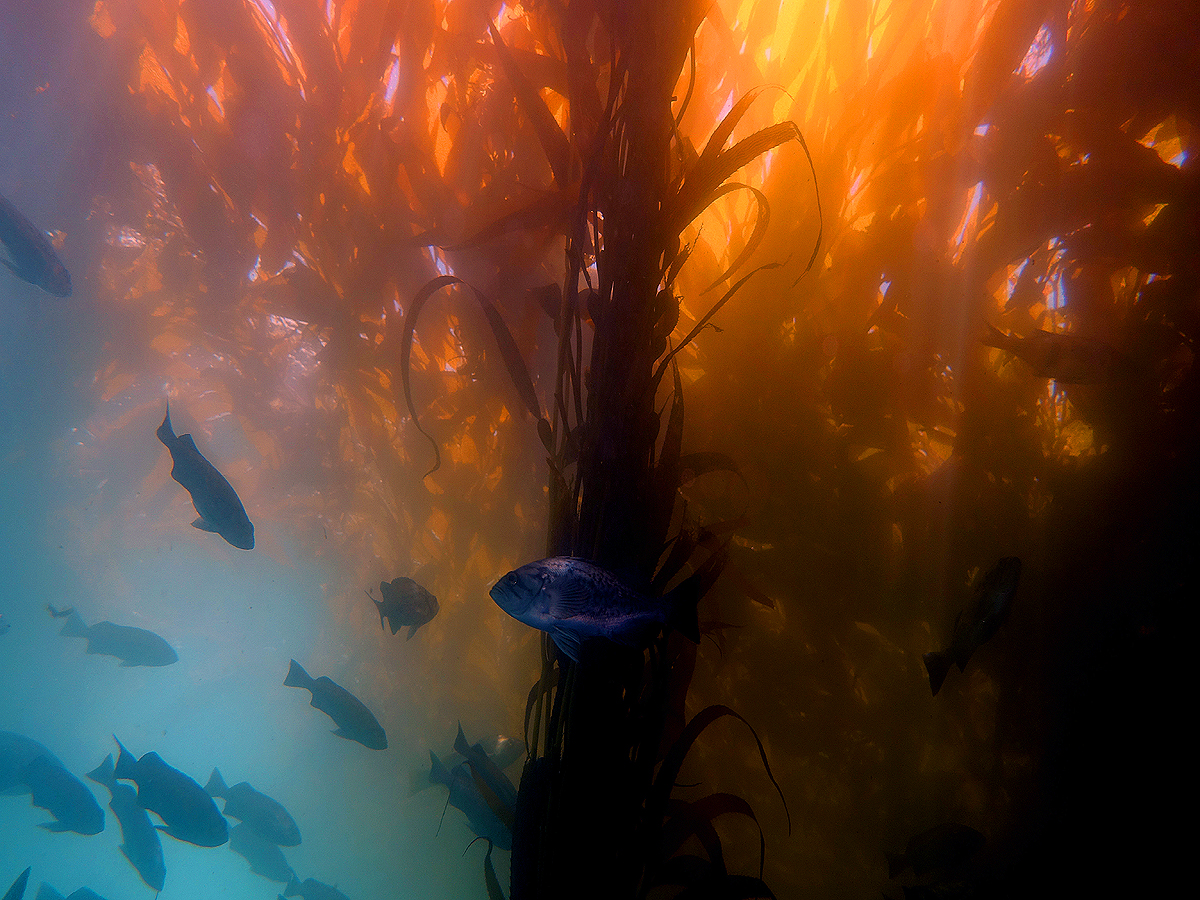
Buceo en un bosque de algas en California.

El crecimiento se produce en la base del meristema, donde las láminas se unen al estipe. El crecimiento puede estar limitado por la presión de los alguívoros, por ejemplo, los erizos de mar pueden consumir grandes áreas. El ciclo de vida de las laminariales comprende las etapas de esporófito diploide y gametófito haploide. La etapa haploide comienza cuanto el organismo maduro libera numerosas esporas, que germinan para convertirse en gametófitos masculinos o femeninos. 
La reproducción sexual da lugar a la etapa del esporófito diploide que se desarrollará en un organismo maduro. Un esporófito diploide maduro puede llegar a medir 30 metros de altura.

## Hábitat
Los bosques de quelpos crecen en temperaturas menores a 20 °C y en aguas ricas en nutrientes. Estos están considerados entre los hábitats marinos más productivos biológicamente y se extienden en zonas costeras poco profundas, extendiéndose a lo largo del círculo polar ártico hasta el círculo polar antártico. Son de rápido crecimiento y en las condiciones apropiadas los individuos diploides pueden llegar a crecer 30 cm por día.

## Usos comerciales
Las algas gigantes pueden ser cosechadas con facilidad debida a su gran superficie y a su hábito de crecimiento en aguas profundas. La ceniza de las algas marinas es rica en yodo y álcalis. En grandes cantidades, las cenizas pueden utilizarse en la producción de jabón y vidrio. Hasta la comercialización del proceso Leblanc a comienzos del siglo XIX, la quema de algas en Escocia fue una de las principales fuentes de cenizas de soda (principalmente carbonato sódico). También se usa frecuentemente como fertilizante.
El alginato, un carbohidrato obtenido de algas marinas, se usa para espesar productos tales como helados, mermeladas, salsas, cremas y pasta de dientes, además de ser un ingrediente exótico de los productos manufacturados y de la comida para perros.
Varias especies del Pacífico (kombu, Saccharina japonica y otras) constituyen un ingrediente muy importante en la cocina japonesa. El kombu se usa para dar sabor a caldos y guisos (especialmente dashi), adornos comestibles (tororo kombu) en el arroz y otros platos, como ensalada y como ingrediente principal en aperitivos (tales como tsukudani). Las hojas de algas transparentes (oboro kombu). El kombu puede utilizarse para ablandar los fríjoles durante la cocción y para ayudar a convertir los azúcares no digeribles y por tanto reducir la flatulencia.

### Posible fuente de energía renovable
El quelpo tiene una alta tasa de crecimiento y su descomposición es bastante eficiente en generar metano. Se ha propuesto que grandes granjas marinas de quelpo podrían servir como una fuente de energía renovable. Distinto a otros biocombustibles como el etanol de maíz, la energía extraída del quelpo evita problemas del tipo "comida vs combustible" y no requiere de irrigación.

## Especies prominentes
- Quelpo cabeza de toro, Nereocystis luetkeana, una especie[8] del noroeste de América. Utilizado por los pueblos indígenas de la costa para hacer redes de pesca.
- Alga gigante, huiro, sargazo o cochayuyo, (Macrocystis pyrifera), la mayor alga. Se encuentra en la costa del Pacífico de América del Norte y del Sur.
- Kombu, Saccharina japonica y otras, varias especies de algas comestibles que se encuentran en Japón.

## Galería

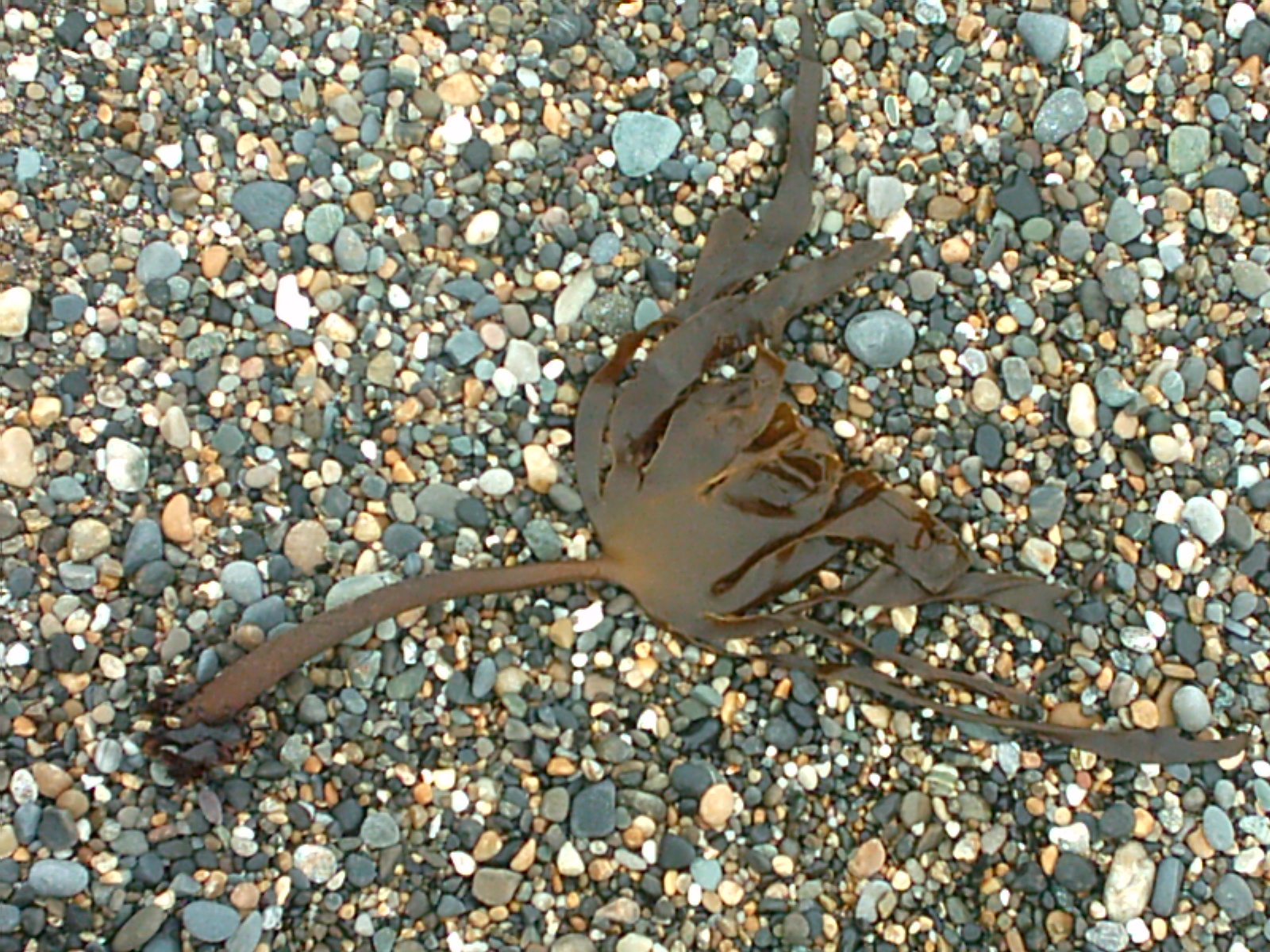
Ecklonia cava
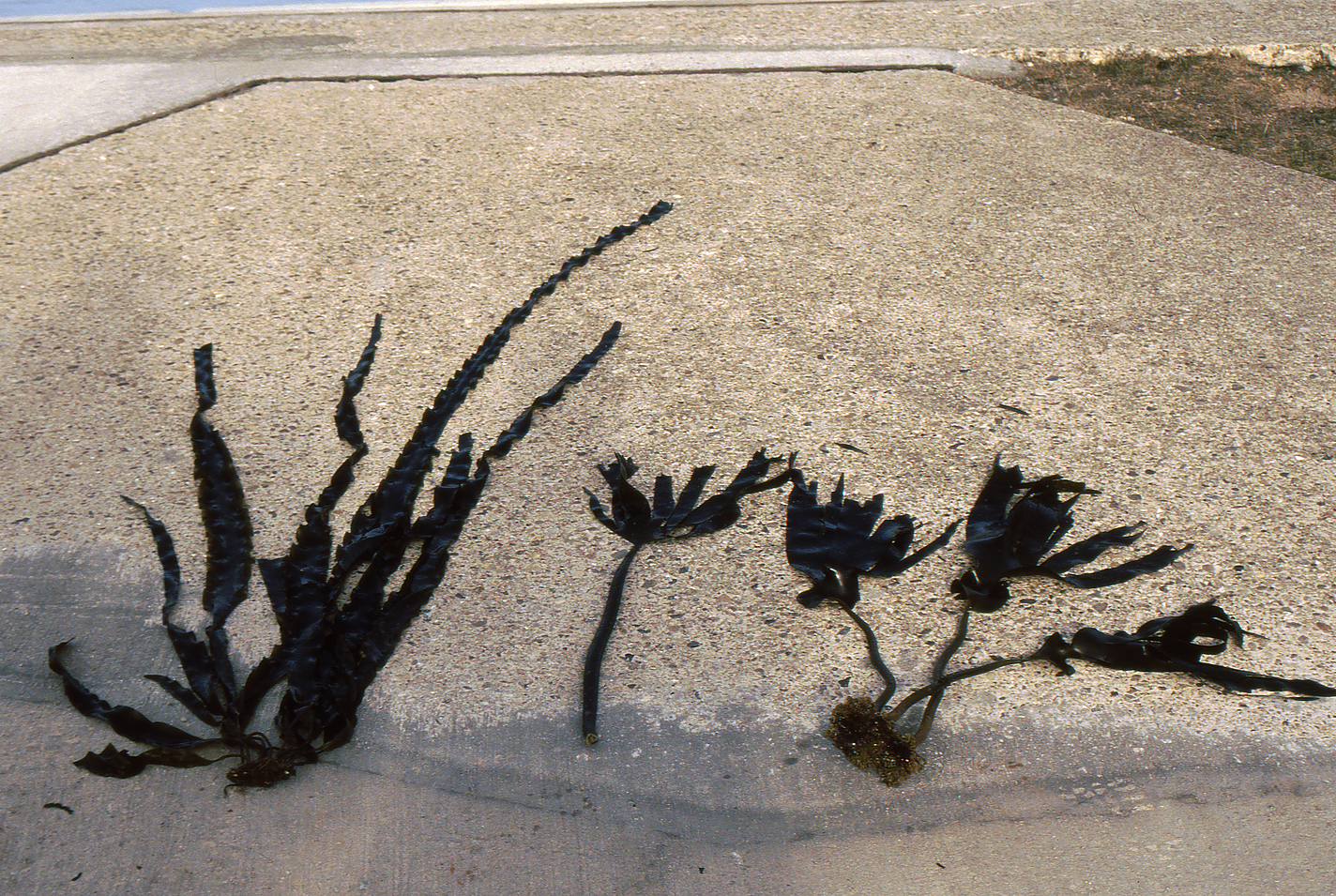
Saccharina latissima, Laminaria digitata y Laminaria hyperborea
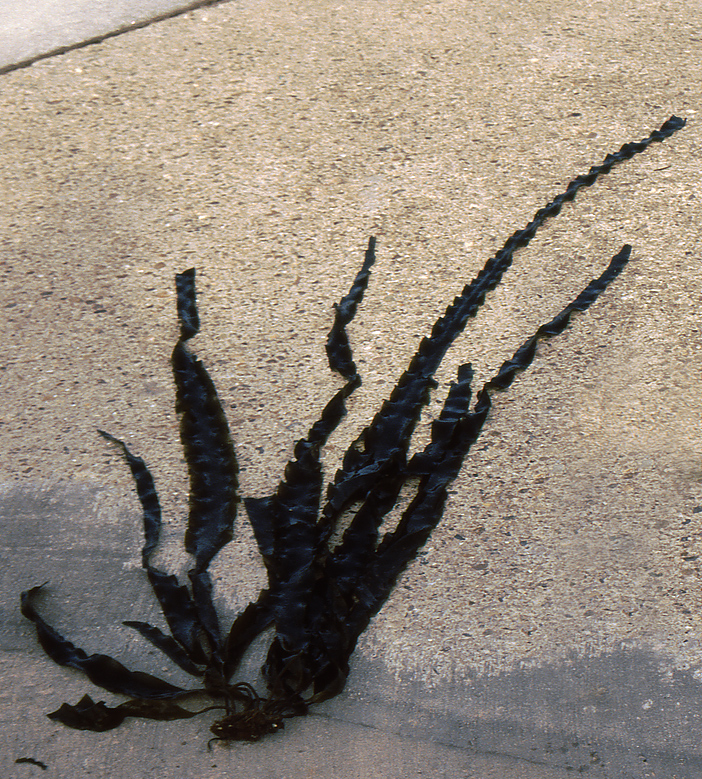
Saccharina latissima
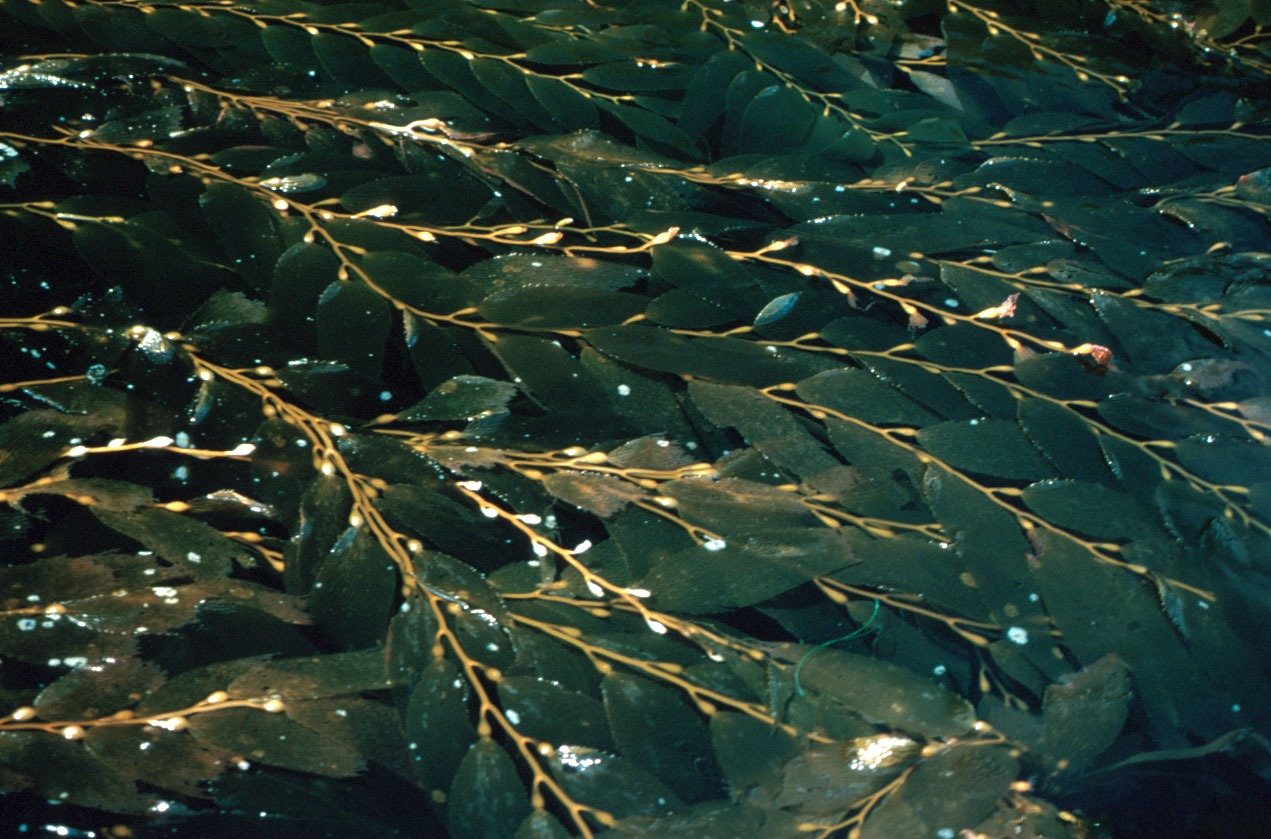
Macrocystis pyrifera
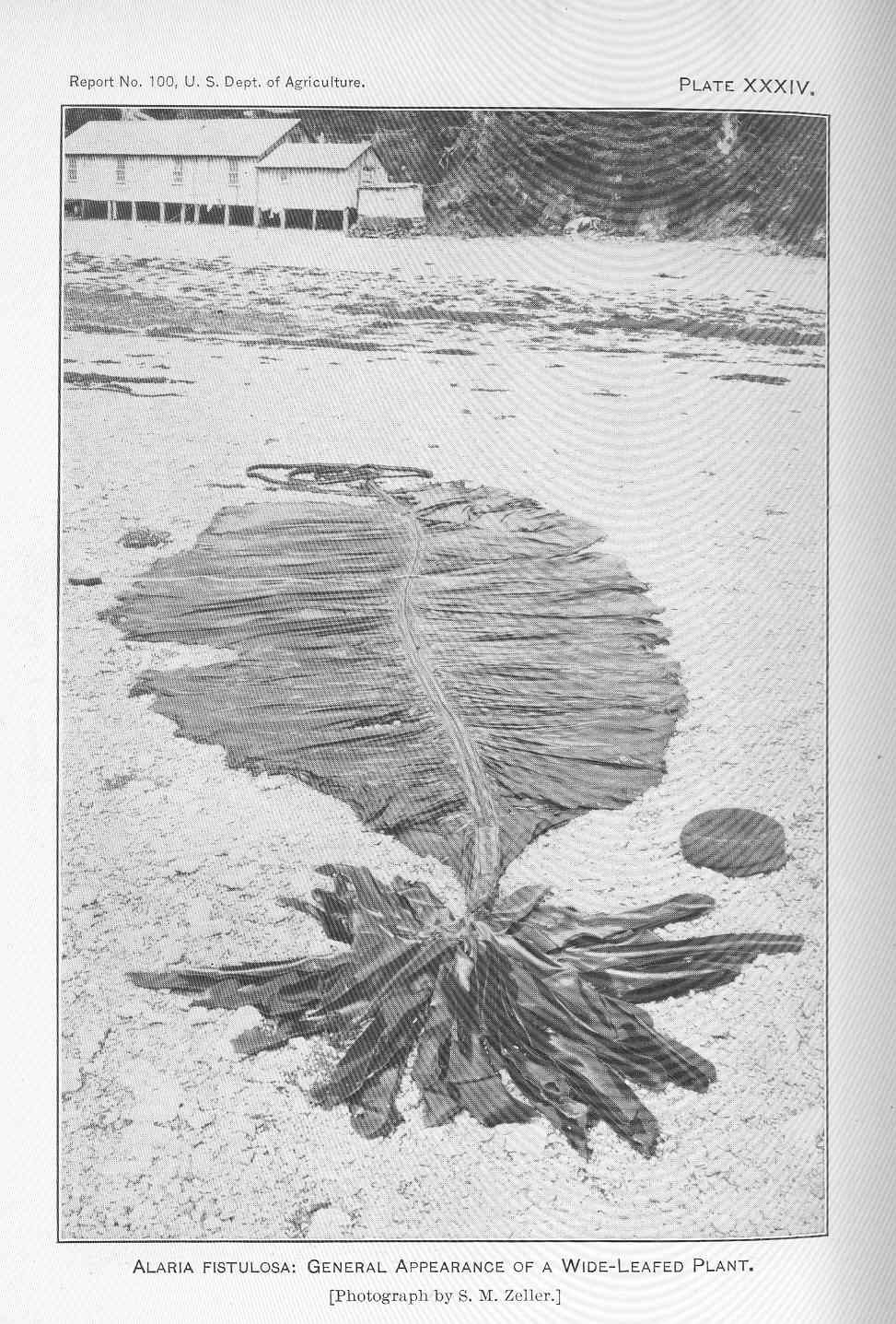
Alaria fistulosa